# Litoria dentata
Litoria dentata (bleating tree frog o Keferstein's tree frog en inglés) es una especie de anfibio anuro del género Litoria, de la familia Hylidae. 

## Distribución geográfica
Es originaria de Australia. Vive en Nueva Gales del Sur y Queensland.
Vive en pantanos y lagunas costeras y en bosques húmedos.  Es conocida por su fuerte y estridente llamada, que ha sido comparada con la de la cigarra.  Su nombre común en inglés, bleating tree frog, significa rana de árbol que grita.
El adulto mide 4.5 cm de largo.  Tiene un cuerpo más plano que la mayoría de las ranas. Durante el día, se esconde debajo de piedras o pedazos de corteza de árbol, pero a veces en objetos hechos por el hombre. A veces, la gente la recoge sin saberlo y la mueven mientras se esconde en tuberías o macetas.
Pone huevos en cuerpos de agua temporales. Los huevos flotan sobre el agua. Los renacuajos se convierten rápidamente en ranas, por lo que no mueren cuando sus hogares se secan.